# Mary (film, 2019)
Pour plus de détails, voir Fiche technique et Distribution.
Mary est un film d'horreur américain réalisé par Michael Goi, sorti en 2019.

## Synopsis
En pleine mer, sur l'épave d'un voilier, une mère de famille, Sarah, et ses deux filles, Lindsay et Mary, sont secourues par la Garde-côtes. Interrogée par le détective Clarkson, Sarah lui raconte son histoire et ce qui leur est arrivé...
Timonier sur un ferry touristique, malgré leur problème d'argent, son mari David a fait l'acquisition d'un voilier quasi centenaire en ruines lors d'une vente aux enchères. Après l'avoir reconstruit et restauré, tout en lui le baptisant "Mary" comme sa petite fille, David décide de les emmener pour un voyage maritime vers les Bermudes. De fait, il ne rêve que de ressouder sa famille depuis qu'il a découvert que son épouse le trompait. Accompagnés du petit ami de Lindsay, Tommy, et de l'amant de Sarah, David et ses proches partent donc en mer pour explorer cet archipel. Pourtant, leur voyage est rapidement troublé par des événements surnaturels. Alors que leur cadette Mary parle avec une amie imaginaire, elle prétend à ses parents qu'une femme vit sur le yacht avec eux... Quant à l'amoureux de Lindsay, il se poignarde grièvement et attaque David. Après l'avoir hospitalisé dans un hôpital psychiatrique sur les îles Abacos, David apprend plus tard qu'il a réussi à se donner la mort en se pendant. 
Tout au long du périple, les rapports familiaux se détériorent. Lindsay est physiquement agressée par Mary tandis que David et Sarah se déchirent encore plus. Il veut continuer leur voyage mais elle veut rentrer chez eux. En faisant des recherches sur leur yacht, ils constatent que les précédents propriétaires ont tous disparu lors d'une même expédition vers les Bermudes. Et, surtout, qu'une légende raconte qu'une sorcière le hanterait et chercherait à remplacer ses enfants morts par noyade. Dès lors, leur trajet se transforme en cauchemar. Quand ils demandent à Mike de changer le cap pour revenir sur leur chemin, ce dernier a détruit les voiles et jeté le téléphone satellite par-dessus bord. Ils sont aussitôt piégés dans une tempête torrentielle. Pour survivre, ils vont devoir lutter contre la sorcière qui a possédé Mike...

## Fiche technique
- Titre original et français : Mary
- Réalisation et photographie : Michael Goi
- Scénario : Anthony Jaswinski
- Montage : Jeff Betancourt
- Musique : The Newton Brothers
- Production : Scott Lambert, D. Scott Lumpkin, Mason McGowin, Alexandra Milchan et Tucker Tooley
- Sociétés de production :  Tooley Entertainment et Entertainment One
- Société de distribution : RLJE Films
- Pays d'origine :  États-Unis
- Langue originale : anglais
- Format : couleur
- Genre : horreur
- Durée : 84 minutes
- Dates de sortie  :
  -  États-Unis : 11 octobre 2019
  -  France : 18 octobre 2019 (VàD)

## Distribution
- Gary Oldman (VF : Gabriel Le Doze) : David
- Emily Mortimer (VF : Rafaèle Moutier) : Sarah
- Owen Teague (VF : Tom Trouffier) : Tommy
- Manuel Garcia-Rulfo (VF : Gilduin Tissier) : Mike Álvarez
- Jennifer Esposito (VF : Nathalie Karsenti) : l'inspecteur Clarkson
- Stefanie Scott (VF : Leslie Lipkins) : Lindsay
- Chloe Perrin : Mary
- Douglas Urbanski (VF : Jean-François Aupied) : Jay

 Source et légende : version française (VF) sur RS Doublage et carton de doublage français.